# Československá měnová reforma (1945)
Československá měnová reforma, která proběhla 1. listopadu 1945, měla za úkol snížit objem peněz v oběhu (peněžní zásobu) a znovu zavést československou korunu.
Do té doby bylo oběživo (hotové peníze) používané na území státu velmi pestré. V Čechách, na Moravě a ve Slezsku se používaly protektorátní koruny a v omezené míře i německá marka. Na Slovensku koruna slovenská a na území dříve obsazeném Maďary se používalo pengő. Vojáci sovětské armády platili korunovými poukázkami z roku 1944 a americká armáda platila spojeneckými markovými poukázkami. Ihned po osvobození začalo obyvatelstvo (nejprve spontánně) na osvobozeném území také opět platit prvorepublikovými bankovkami a mincemi, tato skutečnost byla později 25. srpna 1945 legalizována. Do oběhu na Slovensku byla v létě 1945 uvedena i bankovka v hodnotě 2000 Kčs, její oběh byl však omezen pouze na území Slovenska. 
Všechny peníze byly vyměněny v poměru 1 : 1 za československé státovky vytištěné v Anglii. Každý si mohl vyměnit 500 Kčs. Částky převyšující 500 Kčs byly nuceně složeny na vázané vklady. Tyto vklady zůstaly zablokovány až do roku 1953 (kromě možnosti vybrat na některé konkrétní, např. lékařské účely), kdy byly při další měnové reformě bez náhrady zrušeny.
Protože byl nedostatek mincí, zůstaly i po reformě v oběhu protektorátní mince, mince první republiky a mince Slovenského státu s tím, že byla rozšířena jejich platnost na území celého Československa.[zdroj⁠?!]
Kurs amerického dolaru byl stanoven na 50 Kčs.